# Andaki (průsmyk)
Andaki (gruzínsky ანდაქის უღელტეხილი, Andakis ugeltechili) je průsmyk hlavním rozvodím pohoří Velký Kavkaz v Gruzii nacházející se na hranici mezi gruzínskými historickými regiony Pšavi a Tušetie pod horou Didi Borbalo (gruzínsky დიდი ბორბალო, v překladu Velké kolo).
Průsmyk spojuje údolí řek:
- Pšavi Aragvi v povodí Kury (západní svah)
- Thušská Alazani, též Gomecarská Alazani, v povodí Andijské Kojsu (východní svah)

Sedlem prochází stezka pro pěší, která je v závislosti na počasí schůdná v období od května do listopadu.